# Franciszek Błędowski
Franciszek Błędowski (ur. 28 lutego 1807 w Wierzchach, zm. 20 listopada 1875 w Krakowie) – oficer wojsk polskich, żołnierz legii cudzoziemskiej.

## Życiorys
Franciszek Błędowski, syn Bonawentury i Marii z Makoszewskich urodził się w 1807. Wziął czynny udział w powstaniu listopadowym, walczył jako podchorąży 6 pułku piechoty liniowej. 4 października 1831 został odznaczony Krzyżem Złotym Orderu Virtuti Militari.
Po upadku powstania udał się na emigrację do Francji. Zaciągnął się do Legii Cudzoziemskiej, był oficerem I pułku legii, w randze kapitana. Odznaczył się męstwem podczas wojny krymskiej. Za tę kampanię uhonorowano go krzyżem kawalerskim Legii Honorowej, tureckim Medżidije i brytyjskim Medalem Krymskim. Od 1857 w 73 Pułku Piechoty w Sedanie, w 1859 walczył w wojnie o niepodległość Włoch, bił się pod Magnetą i Solferino, za męstwo w tej wojnie otrzymał włoski Order śś. Maurycego i Łazarza. Od 1864 przez cztery lata służył w 54 Pułku Piechoty w Napoléon et la Vendée, w 1868 został zdymisjonowany ze stopnia podpułkownika i powrócił na ziemie polskie, osiadł w Krakowie.
Zmarł 20 listopada 1875. Został pochowany na cmentarzu Rakowickim w Krakowie.